# Heartbeat City
Heartbeat City är det amerikanska new wave-bandet The Cars femte studioalbum, släppt 1984 på Elektra Records. Det här albumet kom att bli gruppens mest köpta. Detta mycket tack vare att många av låtarna stöddes av musikvideor som visades upp på det då nya fenomenet MTV. Här finns gruppens mest kända hit "Drive", tillsammans med andra hits såsom "Hello Again" och "You Might Think".

## Låtlista
Samtliga låtar skrivna av Ric Ocasek, om annat inte anges.
1. "Hello Again" – 3:47
2. "Looking for Love" – 3:52
3. "Magic" – 3:57
4. "Drive" – 3:55
5. "Stranger Eyes" – 4:31
6. "You Might Think" – 3:06
7. "It's Not the Night" (Greg Hawkes/Ric Ocasek) – 3:50
8. "Why Can't I Have You" – 4:05
9. "I Refuse" – 3:15
10. "Heartbeat City" – 4:32